# Демурина
Дему́рина — река в Криворожском и Каменском районах Днепропетровской области. Правый приток Саксагани, приток Ингульца (бассейн Днепра).

## Характеристика
Длина реки 17 км. Площадь водосборного бассейна 102 км². Уклон русла реки 2,3 м/км.
Питается из атмосферных осадков. Ледостав неустойчивый (с декабря по начало марта). Используется для сельскохозяйственных нужд, сооружены пруды.
Начинается к западу от села Цевки. Течёт преимущественно с севера на юг. Протекает через сёла Чигриновка, Каменное, Демурино-Варваровка и Новомихайловка. Впадает в селе Райполе в реку Саксагань в 77 км от её устья.
Название происходит от первопоселенца.